# 汪受礽
汪受礽（？—？），浙江省寧波府鄞縣人，清朝政治人物、同進士出身。
光緒六年（1880年），参加庚辰科殿試，登進士三甲第10名。同年五月，改翰林院庶吉士。